# 中須岳士
中須 岳士（なかす たけし、1968年3月26日 - ）は、日本の照明技師である。日本映画テレビ照明協会副会長（技術部部長）をつとめる。

## 人物・来歴
1968年3月26日生まれ。
日本映画学校（現・日本映画大学）第1期卒業。在学中からフリーの照明助手として映画、テレビ、CF、Vシネマなどに携わる。助手時代は、渡邊孝一、中村裕樹、熊谷秀夫などに師事する。

## 映画作品
- 1995年 - 「BeRLiN」
- 1997年 - 「東京夜曲」「ハッピーピープル」
- 1998年 - 「MIND GAME」「新サラリーマン専科」
- 1999年 - 「たどんとちくわ」「BLOOD-狼血-」「制覇」「大阪物語」
- 2000年 - 「ひまわり」「ざわざわ下北沢」
- 2001年 - 「東京マリーゴールド」
- 2002年 - 「白い犬とワルツを」「竜馬の妻とその夫と愛人」
- 2003年 - 「Kill Bill（東京篇のみ）」「わたしのグランパ」
- 2004年 - 「花とアリス」
- 2005年 - 「トニー滝谷」
- 2006年 - 「あおげば尊し」「春、バーニーズで」「いちばんきれいな水」「武士の一分」
- 2007年 - 「あしたの私のつくり方」「きみにしか聞こえない」
- 2008年 - 「母べえ」「陰日向に咲く」「築地魚河岸三代目」
- 2009年 - 「引き出しの中のラブレター」「沈まぬ太陽」
- 2012年 - 「Monsters club」「I'M FLASH!」
- 2017年 -  「ママ、ごはんまだ?」
- 2018年 - 「生きてるだけで、愛。」

## 企業広告作品
アサヒビール、第一三共ヘルスケア、ブルボン、理想科学、明治製菓、三井不動産販売、セキスイハイム、キリンビール、家庭教師のトライ、洋服の青山、ライオン、グリコ、P&G、金鳥、NTTDoCoMo、ニッセン、三菱電機、NEC、敷島パン、味の素、ヤクルト、ユニクロ、資生堂 HAKU、他多数。

## プロモーションビデオ作品
LINDBERG、酒井法子、Groovy Boyfriends、Dragon Ash、椎名林檎、嵐、ともさかりえ、DOUBLE、BUMP OF CHICKEN、globe、AI-SACHI、上原多香子、EARTH、PUSHIM、ピチカート・ファイヴ、鬼束ちひろ、V6、HEADS、Vlidge、Lily Chou-Chou、Gackt、及川光博、椎名法子、Do As Infinity、wyolica、SPITZ、fra-foa、Cocco、大黒摩季、堂本剛、Steady&Co.、Every Little Thing、今井絵理子、RIP SLYME、寺岡呼人、ゆず、浜崎あゆみ、EXILE他多数。

## 受賞歴
- 1995年 - 日本映画監督協会新人賞
- 2000年 - 毎日映画コンクール照明賞ノミネート
- 2002年 - 映画テレビ照明協会技術賞ノミネート
- 2005年 - 毎日映画コンクール照明賞ノミネート
- 2007年
  - 第30回日本アカデミー賞最優秀照明賞[1]
  - 日本映画テレビ照明協会照明技術賞最優秀照明賞
  - 日本映画テレビ技術協会映像技術賞受賞
- 2009年 - 第32回日本アカデミー賞優秀照明賞受賞[2]
- 2010年 - 第33回日本アカデミー賞優秀照明賞
  - 日本映画テレビ技術協会映像技術賞